# Стамболи, Иосиф Вениаминович
Ио́сиф (О́сип) Вениами́нович Стамбо́ли (22 февраля [6 марта] 1877, Феодосия, Таврическая губерния — 11 июня 1958, Париж) — русский купец 1-й гильдии, предприниматель и благотворитель.

## Биография
Родился 28 февраля 1877 года в караимской семье Вениамина Стамболи, основателя феодосийской династии Стамболи, владельца крупнейшей табачной фабрики.

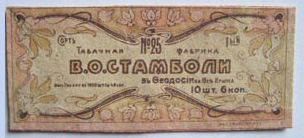
Этикетка фабрики В. О. Стамболи

Нажитое отцом имущество наследовали три его сына — Исаак, Моисей и Иосиф, директором был младший из них — Иосиф, ставший крупным табачным фабрикантом, купцом 1-й гильдии. Братья многократно расширили компанию, создали огромные плантации турецкого табака в Крыму, на Кубани, на Кавказе, в Турции и Болгарии. Кроме этого, сырье для фабрик пароходами позже стали доставлять в Крым из Японии, Индии и Китая. В путеводителях конца XIX века имелась реклама фабрики: «Замечательный южный табак, отличающийся от других табаков мягкостью, натуральным ароматом и не оставляющий после курения никакого осадка». Продукцию фабрики Стамболи удостаивалась ряда международных наград, в том числе золотые медали международных выставок в Париже в 1895 и 1900 годах.
Одновременно занимался благотворительностью: организовал для своих рабочих бесплатную медицинскую помощь, многим из которых построил дома; выплачивал стипендии на обучение нуждающимся студентам, помогал молодым музыкантам, был членом Феодосийского Благотворительного общества являлся единственным попечителем Феодосийской городской женской профессиональной школы. Он жертвовал большие суммы на содержание школы, на завтраки бедным ученикам и добавочные жалования преподавателям.
Эмигрировал с семьёй после Октябрьской революции через Турцию во Францию, с начала 1930-х годов жил в Париже, где владел небольшой бакалейной лавкой. Помогал неимущим, был членом Караимского общества во Франции.
Умер 11 июня 1958 года в Париже. Похоронен на кладбище Тиэ.

### Семья

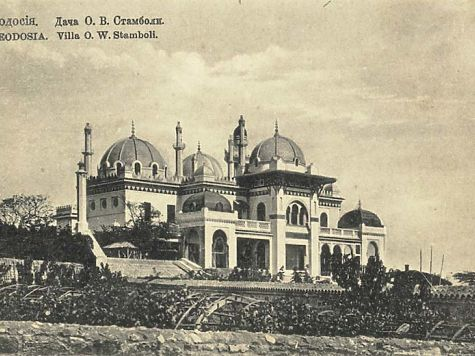
Вид дачи до революции

В 1911 году в Санкт-Петербурге Иосиф Вениаминович Стамболи венчался с дочерью владельца одесской ткацкой фабрики — Рахилью Ильиничной Бобович (родилась в Одессе в 1892 году). У них было две дочери:
- Вера Иосифовна Стамболи (1912, Феодосия — 1996, Париж), общественный деятель, предприниматель, артистка-любительница[6].
- Лидия Иосифовна Стамболи, в замужестве Кочина (1914, Феодосия — 1967, Барнаул), получила образование на Высших курсах археологии в Париже, в 1956 году вместе с мужем и детьми выехала в СССР[7].

В эмиграции Иосиф и Рахиль Стамболи расстались. Рахиль Ильинична вышла замуж за бывшего офицера, эмигранта, работавшего таксистом. Умерла в 1960-х годах в Париже. Её родная сестра Эстер была женой известного евпаторийского врача Исаака Кальфы.
В Феодосии Иосиф Стамболи в одном из престижных кварталов города, на Екатерининском проспекте, рядом с морем, в подарок своей невесте построил дачу (ныне объект культурного наследия) которая впоследствии имела богатую историю.
Дворец был задуман в стиле модерн, с преобладанием в экстерьере мавританских мотивов, напоминающих восточные сказки. Создавался он по проекту петербургского архитектора О. Э. Вегенера (руководил строительством Массандровского дворца) и строился с 1909 года в течение пяти лет. Но пожила в нём семья Стамболи всего три года, пока до Крыма не докатилась революция.

## Награды
- Серебряная медаль с надписью «За усердие» для ношения на груди на Станиславской ленте (1909)[9]
- Золотая медаль с надписью «За усердие» для ношения на груди на Аннинской ленте (1915)[10]